# Jean Valmy
Pour les articles homonymes, voir Valmy.
Jean Valmy, de son vrai nom Edmond Roland, est un auteur, adaptateur, librettiste et parolier français né le 4 mars 1901 à Bordeaux (Gironde) et mort le 4 juillet 1989 à Neuilly-sur-Seine (Hauts-de-Seine).

## Biographie
Jean Valmy se fait connaître à Bordeaux, dans les années 1920 en écrivant les livrets de spectacles musicaux et opérettes pour deux grands théâtres de l’époque : la Scala et le Trianon avec divers compositeurs (Sire de Villandraut avec les compositeurs Maurice Uhry et Eloi Juif en 1921, Gégène 1er, roi de Bordeaux en 1925, Zizi ou La Petite femme et le vieux monsieur avec W. Leardy en 1926 et O Carissimo ! en 1929). Il crée ensuite un spectacle avec Pierre Turtaud qui est créé à Bordeaux puis tourne à Toulouse et même Alger, la pièce et le titre changeant dans chaque ville (S’ils étaient rois… de Bordeaux en 1931, S’ils étaient rois… de Toulouse et S’ils étaient rois… d’Alger en 1931).
Après avoir présenté quelques revues à Paris, il revient à Bordeaux pendant la guerre et continue à créer des spectacles (Les Débrouillards de la Garonne avec Guy Lafarge en 1943) et à la Libération, il écrit avec Géo Koger On a volé une étoile, une fantaisie policière interprétée par Georges Ulmer sur une idée de Fernand Sardou qui sera jouée à Bobino.
Il continue également son activité d’adaptateur de chansons anglophones, en travaillant sur des morceaux associés à des grands noms du jazz et de la comédie musicale tels Duke Ellington (In my Solitude), Richard Rodgers (Blue Moon), Oscar Hammerstein II (When I Grow too Old to Dream), Nacio Herb Brown (Chantons sous la pluie) et la chanson des Trois petits cochons (Qui craint le grand méchant loup ? en anglais Who’s afraid of the big bad wolf ?), écrites en 1946 pour les personnages de Walt Disney.
En 1950, avec Bruno Coquatrix, il écrit pour les Frères Jacques l'opérette Les Pieds Nickelés.
Au cours des années 1950, il s’associe à beaucoup de compositeurs à la mode. De ces collaborations naissent La Leçon d’amour dans un parc avec André Birabeau et Guy Lafarge en 1953, d'après l' œuvre de René Boylesve, Mon p’tit pote écrit pour l’humoriste Roger Nicolas et le ténor Christian Selva, musique de Jack Ledru en 1954, Le Corsaire noir avec Maurice Yvain en 1958, Coquin de printemps ou le mariage du rire et de l’amour avec Guy Magenta pour la musique et Fernand Bonifay pour les paroles en 1959 ; cette dernière opérette permettra à Christian Selva, Henri Génès puis Fernand Sardou de se succéder sur la scène de l’Européen.
Avec Joseph Kosma et Marc Cab, il se lance dans l’adaptation en opérette du livre Les Chansons de Bilitis publiées par Pierre Louÿs. Au théâtre des Capucines débute alors un certain Serge Lama dans le rôle du messager. Il est accompagné sur scène par Mathé Altéry, Nadine Tallier, Christian Borel et Pierre Hiégel.
En parallèle de son activité de librettiste, il commence à coécrire des « comédies de bonne humeur » pour le théâtre, basées en général sur la rencontre improbables de personnes venant de mondes que tout oppose. Ainsi dans La Mare aux canards écrit avec Marc Cab et surtout J'y suis, j'y reste avec Raymond Vincy qui rencontrera un réel succès pendant plusieurs saisons, en particulier au théâtre Marigny, Jean Valmy assurant lui-même la mise en scène de la première version, avec Denise Grey dans le rôle de la Comtesse, qui sera repris par Claude Gensac ensuite.
En 1960, il apparaît dans le court-métrage Le Rondon d'André Berthomieu.
En 1969, Francis Lopez lui confie le livret de La Caravelle d’or (en collaboration avec Jacques Plante pour les paroles) qui sera le dernier rôle de Luis Mariano.
En 1968, il écrit une nouvelle version de l’adaptation française de l’opérette de Ralph Benatzky, L'Auberge du Cheval-Blanc (opérette), avec Marcel Lamy et Paul Bonneau. Il coécrit également avec André Haguet la pièce Caroline a disparu pour le théâtre des Capucines, mettant en scène Jacqueline Porel, Gérard Séty, Yves Rénier et Jean Tissier. À la télévision, le rôle-titre est interprété par la toute jeune Nicole Calfan.
Jean Valmy fut président de la SACD de 1975 à 1978, et fut nommé chevalier de la Légion d'honneur en 1957.

## Opérettes et revues
- 1921 : Sire de Villandraut opérette en 3 actes de Jean Valmy et W. Redstar, La Scala, Bordeaux
- 1921 : Eh bien… Demsey maintenant Revue en 1 acte de Jean Valmy et Henri Broca, Alhambra, Bordeaux
- 1924 : En avant… Mars revue de Jean Valmy, Le Trianon, Bordeaux
- 1925 : Gégenne Ier, Roi de Bordeaux opérette en 3 actes de Jean Valmy, Le Trianon, Bordeaux
- 1926 : C'est du printemps revue de Jean Valmy, Le Trianon, Bordeaux
- 1926 : Zizi ou la petite femme et le vieux monsieur opérette en 3 actes Jean Valmy, musique de Willy Leardy, Arès
- 1927 : Servez chaud et Complet partout revues de Jean Valmy, Le Trianon, Bordeaux
- 1929 : O carissimo ! revue de Jean Valmy et Robert Valaire, Bordeaux
- 1931 : S'ils étaient rois… de Bordeaux revue de Jean Valmy et Robert Valaire, musique de Pierre Turtaud, La Scala, Bordeaux
- 1932 : S'ils étaient rois… de Toulouse revue de Jean Valmy et Robert Valaire, Théâtre des Nouveautés, Toulouse
- 1932 : A la Bordelaise revue de Jean Valmy et Robert Valaire, Théâtre de la Scala, Bordeaux, ainsi que V'la du Plaisir au Théâtre d'Angers, Trois heures d'oubli à Royan etTu fais Chabrot à Bordeaux
- 1932 : Toulouse! ah! moun Pays! revue de Jean Valmy, Robert Valaire et Alesco, Théâtre municipal de Villefranche-de-Rouergue
- 1933 : Toulouse la belle revue de Jean Valmy et Robert Valaire, Théâtre des Nouveautés, Toulouse
- 1935 : Nuits de Paris revue de Jean Valmy et Robert Valaire
- 1937 : En avant… Mars revue de Jean Valmy, Le Trianon, Bordeaux
- 1937 : Tourbillon de Plaisir revue de Jean Valmy, au Kursaal de Genève puis à la Scala d'Anvers
- 1940 : Chantons Paris revue de Jean Valmy et Robert Valaire, Le Trianon, Bordeaux
- 1940 : Sourires de France revue de Jean Valmy, tour en Suisse
- 1941 : Bravo Paris revue de Jean Valmy
- 1941 : Sa Majesté Paris revue de Jean Valmy
- 1941 : A ta santé Paris ! revue nouvelle en deux actes de Jean Valmy, Théâtre des Optimistes, Paris
- 1941: Mon Vieux Paris revue de Jean Valmy, Théâtre Alhambra, Paris
- 1942 : Le Tour De France 1942 revue de Jean Valmy et Robert Valaire
- 1942 : La Revue de l'A.B.C. revue de Pierre Varenne et Jean Valmy
- 1942 : Paris fredonne revue de Jean Valmy, Théâtre des optimistes
- 1942 : La Grande Revue 42 revue de Jean Valmy, Odeon Marseille
- 1943 : Ah ! La Belle Epoque  revue de Jean Valmy et Andre Allehaut, Bobino
- 1943 : Les Débrouillards de la Garonne opérette de Jean Valmy et Robert Valaire, musique de Guy Lafarge, Le Trianon, Bordeaux
- 1943 : Feerie de Paris  revue de Sutter, Riva et Valmy, Théâtre Alhambra, Paris
- 1946 : De La Madeleine A La Bastille  revue de Jean Valmy, Théâtre Alhambra, Paris
- 1946 : Nouveaux Sourires de France revue de Jean Valmy, Grand Théâtre Nancy
- 1947 : Paris Qui S'Amuse revue de Jean Valmy et Jules Borkon, Grand Théâtre Nancy
- 1947 : On a volé une étoile opérette de Jean Valmy et Yves Bizos, musique de Georges Ulmer, Bobino
- 1948 : Eh … Mont' là dessus ou 30 ans de Bordeaux de 1918 à 1948, grande revue locale en 2 actes et 17 tableaux de Jean Valmy, Robert Valaire et Vadier (Production Tichadel).
- 1948 : La Kermesse Aux Chansons  revue de Jean Valmy, Théâtre l'Etoile
- 1949 : Les pieds Nickelés opérette de Jean Valmy, André Hornez et Jean Lanjan, musique de Bruno Coquatrix, Eldorado
- 1949 : Vas-y Collegue revue de Jean Valmy et Robert Valaire, Le Palace
- 1949-1952 : Baratin d’Alfred Pasquali, livret de Jean Valmy, paroles d’André Hornez, musique d'Henri Betti, L'Européen
- 1954 : Les Chansons de Bilitis comédie musicale de Jean Valmy et Marc-Cab inspirée de Pierre Loüys, musique de Joseph Kosma, Théâtre des Capucines
- 1954 : Mon ptit pote opérette de Marc Cab et Jean Valmy, L'Européen
- 1958 : Mon ptit pote opérette, Bobino
- 1958 : Coquin de Printemps opérette de Jean Valmy et Marc-Cab, lyrics de Fernand Bonifay, musique de Guy Magenta, L'Européen
- 1958 : Le Corsaire noir opérette de Jean Valmy, musique de Maurice Yvain, Opéra de Marseille
- 1959 : Bidule, fantaisie bouffe en 2 actes de Marc-Cab et Jean Valmy, à l'Européen[1].
- 1969 : La Caravelle d'or opérette de Jean Valmy et Jacques Plante, musique de Francis Lopez, Théâtre du Châtelet

## Théâtrographie
- 1950 : J'y suis, j'y reste de Raymond Vincy et Jean Valmy, Théâtre du Gymnase
- 1952 : La Mare aux canards de Jean Valmy et Marc-Cab, Théâtre royal du Parc
- 1963 : Caroline a disparu de Jean Valmy et André Haguet, Théâtre des Capucines
- 1978 : Un ménage en or de Jean Valmy et Marc-Cab, pour l'émission Au théâtre ce soir